# Klara Hechtenberg
Klara Collitz geb. Hechtenberg (* 30. Mai 1863 in Rheydt; † 22. November 1944 in Baltimore, USA) war eine deutsch-amerikanische Germanistin.
Sie war die Ehefrau des deutsch-amerikanischen Linguisten Hermann Collitz (1855–1935).

## Leben
Hechtenberg studierte an den Universitäten Lausanne, Oxford, London und Cambridge. Ab 1896 unterrichtete sie romanische Sprachen am Victoria College der Queen’s University Belfast. 1897 wechselte sie in die USA, wo sie für kurze Zeit Germanistik am Smith College in Northampton unterrichtete.
Ab 1898 studierte sie in Deutschland, zunächst an der Universität Bonn, dann an der Universität Heidelberg. Deren philosophische Fakultät ermöglichte Frauen seit 1895 ein reguläres Studium ohne Sondergenehmigung. 1901 wurde sie dort mit einer Arbeit über den Fremdwortgebrauch von Hans Jakob Christoffel von Grimmelshausen promoviert.
Anschließend kehrte sie nach Oxford zurück und unterrichtet Germanistik bis 1904. 1904 heiratete sie den Linguisten Hermann Collitz, der Dozent am Bryn Mawr College in Bryn Mawr, Pennsylvania war.
Nach der Heirat folgte Collitz ihrem Mann in die USA zurück. Klara Collitz forschte weiter, vermutlich ohne eine akademische Position zu bekleiden. Sie erstellte insbesondere lexikologische Arbeiten.
Sie war ein aktives Mitglied der 1924 gegründeten Linguistic Society of America, deren Gründungstreffen sie beiwohnte obwohl sie erst drei Jahre später Mitglied wurde.

## Rezeption
Dem Ehepaar Collitz ist der Lehrstuhl Hermann and Klara H. Collitz Professorship for Comparative Philology an der Stanford University gewidmet, den die Linguistic Society of America als Alleinerbin 1948 eingerichtet hat.